# Зуев, Андрей Викторович
Андрей Викторович Зуев (23 декабря 1967, Новосибирск, РСФСР, СССР) — композитор, автор музыки к фильмам «В ожидании чуда»,
Тариф «Новогодний».

## Биография
Родился 23 декабря 1967 года в Новосибирске.
Учился на дирижёрско-хоровом отделении Новосибирского музыкального училища, однако был отчислен за прогулы. Затем работал клавишником в новосибирских ресторанах и кафе. В 1988 году переезжает в Москву, где знакомится с Игорем Матвиенко. В том же году Игорь Матвиенко, Андрей Зуев, Олег Кацура, Олег Курохтин, Алексей Горский и Валерий Жаров объединяются в группу «Класс», игравшей в стиле электропоп. Андрей Зуев активно участвует в создании песен и аранжировок. 

В 1990 году «Класс» распадается, а Андрей Зуев начинает сотрудничество с Натальей Ветлицкой. Первым плодом этого сотрудничества стала песня «Посмотри в глаза», которая по версии журнала «Афиша» вошла в список «Самые яркие и запомнившиеся российские поп-хиты за последние 20 лет».
А песня Зуева «Магадан» в исполнении Ветлицкой стала лауреатом Песни года.
С 1992 года сотрудничает с продюсером Александром Шульгиным. Работает над аранжировками первого альбома Валерии — Stay with Me («Побудь со мной»). Автор песен «Золотая Рыбка»
«Над Москвою чистое небо», «Не Уходи» (музыка и слова), «Самолет» (слова, в соавторстве с Александром Шульгиным), «Птицы Летят На Юг» (музыка, в соавторстве с Александром Шульгиным), вошедших в альбом Анна, вышедший в 1995 году.
В 1996 году принимал участие в создании дебютного альбома группы Иванушки International — «Конечно он». В качестве клавишника и аранжировщика работал над альбомом Валерии «Фамилия. Часть 1».
В 1997 году выпустил собственный альбом «Флак».
В 1999 в Японии выпустил альбом «Kitchen Works».
Германская рекорд-компания Bungalow включила трек из этого альбома «No name rock-n-roll» в один из самых авторитетных и прогрессивных сборников электронной музыки «Atomium 3003».
В том же 1999 году вместе с Игорем Матвиенко организовал группу «Девочки».
Клип на песню Андрея Зуева «Говорила мама (у-ла-ла)» в исполнении женского квартета занял 13 место в сотне лучших клипов MTV Russia 2000.
В 2002 году стал исполнительным продюсером и автором большинства песен альбома «Не надо жу-жу» группы «Девочки», а также выпустил собственный альбом «Андрей Зуефф».
В 2007 пишет музыку к фильму «В ожидании чуда».
А в 2008 к фильму Тариф «Новогодний».

## Дискография
- Флак (1997, Rec Records)
- Kitchen Works (1999, Frogman Records)
- Андрей Зуефф (2002, Легкие)